# Cymbopogon microstachys
Cymbopogon microstachys là một loài thực vật có hoa trong họ Hòa thảo. Loài này được (Hook.f.) Soenarko mô tả khoa học đầu tiên năm 1977.